# Flugzeugkollision bei Berlin-Gatow 1948
Die Flugzeugkollision bei Berlin-Gatow 1948 ereignete sich am 5. April 1948. An diesem Tag stieß eine in London gestartete Vickers 610 Viking 1B der British European Airways am Ende eines internationalen Linienfluges nach Berlin bei Berlin-Gatow mit einer Jakowlew Jak-3 der Luftstreitkräfte der Sowjetunion zusammen. Bei dem Unfall starben alle 15 Insassen an Bord der beiden Flugzeuge.

## Beteiligte Flugzeuge

### Vickers Viking der British European Airways
Die zum Unfallzeitpunkt neun Monate alte Vickers 610 Viking 1B war 1947 mit der Seriennummer 229 endmontiert worden. Der Erstflug mit der Maschine erfolgte am 24. Juli 1947. Die Viking wurde von British European Airways mit dem Luftfahrzeugkennzeichen G-AIVP zugelassen. Das zweimotorige Kurzstreckenflugzeug war mit zwei luftgekühlten 14-Zylinder-Sternmotoren des Typs Bristol Hercules 634 ausgerüstet, die jeweils eine Leistung von 1242 kW (1690 PS) hatten.
Den internationalen Linienflug hatten 10 Passagiere angetreten. Es befand sich eine vierköpfige Besatzung an Bord, bestehend aus dem Flugkapitän John Ralph, dem Ersten Offizier Norman Merrington, dem Bordfunker Charles Mamser sowie dem Flugbegleiter Leonard G. Goodman.

### Jakowlew Jak-3 der Luftstreitkräfte der Sowjetunion
Bei dem zweiten betroffenen Flugzeug handelte es sich um eine Jakowlew Jak-3 der Luftstreitkräfte der Sowjetunion. Die Identität der Maschine (militärisches Luftfahrzeugkennzeichen; Werknummer; Modellseriennummer) ist nicht bekannt. Angetrieben wurde die Maschine von einem einzelnen wassergekühlten Zwölfzylinder-V-Motor Klimow WK-105PF-2.
Das einsitzige Flugzeug wurde von Garde-Major Iwan Timofejewitsch Akulenko (* 1912) gesteuert.

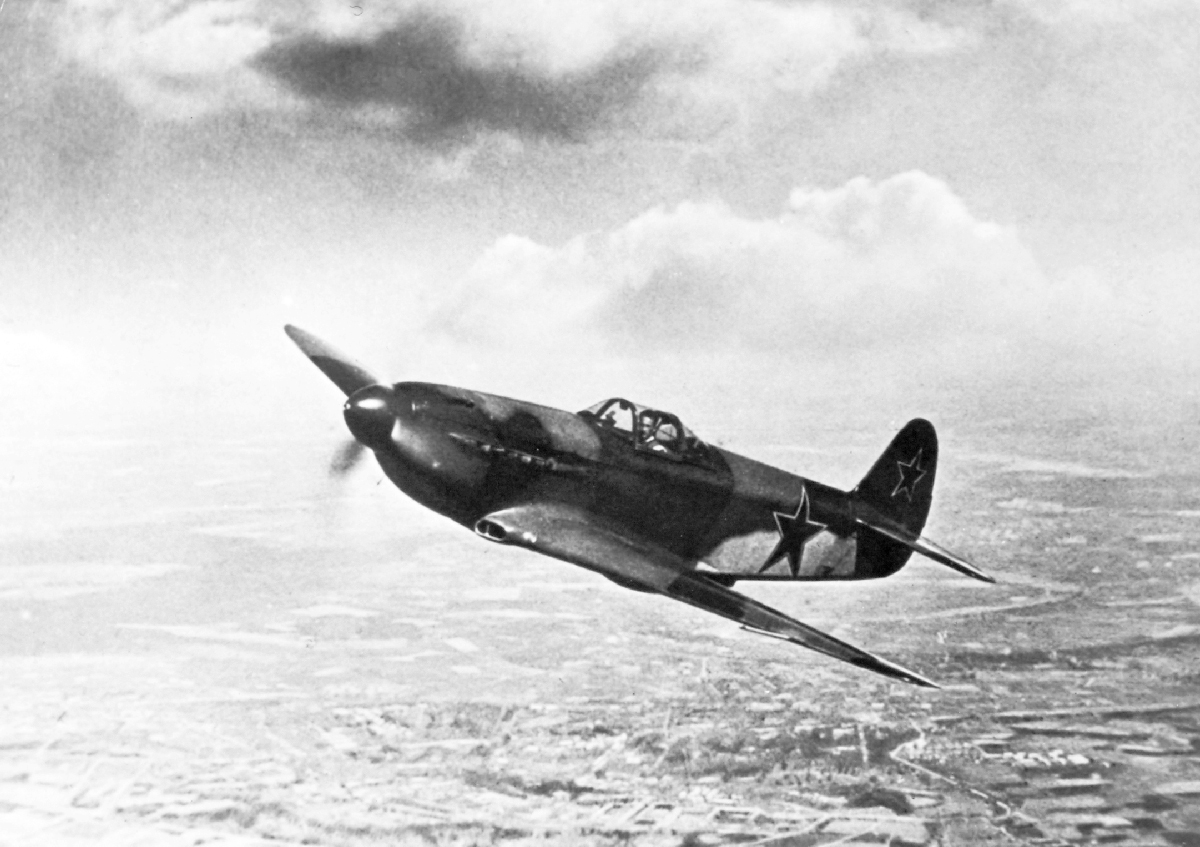
Eine Jakowlew Jak-3 der Luftstreitkräfte der Sowjetunion

## Unfallhergang
Im Endanflug kollidierte die Viking unmittelbar über der Stadtgrenze gegen 14:30 Uhr Ortszeit frontal mit der Jakowlew Jak-3 der Luftstreitkräfte der Sowjetunion, die zu diesem Zeitpunkt Kunstflugmanöver durchführte. Die Viking trudelte langsam unkontrolliert zu Boden und schlug im sowjetischen Sektor auf einem Feld nahe Fort Hahneberg auf. Auch der Pilot des Jagdflugzeugs, Akulenko, wurde getötet; sein Flugzeug stürzte im britischen Sektor an der Heerstraße ab. Seine Leiche wurde noch am gleichen Tag den sowjetischen Behörden übergeben; beigesetzt wurde er auf dem Friedhof Dallgow-Döberitz. Die Todesopfer der Viking konnten erst in den Morgenstunden des nächsten Tages, nachdem von den sowjetischen Behörden die Erlaubnis erteilt worden war, von britischem Militär geborgen und in ein britisches Lazarett in Spandau überführt werden. Einige wurden auf dem britischen Militärfriedhof in Charlottenburg beigesetzt.

## Ursache
Die britische Untersuchungskommission unter der Leitung von Rex Waite kam zu dem Schluss, dass die Kollision durch die Handlungen des sowjetischen Militärpiloten verursacht wurde, welcher seine Jak-3 unter Missachtung von allgemeinen Flugregeln und den unter den vier alliierten Parteien ausgehandelten Flugregeln für den Berliner Luftraum steuerte. Nach Angaben von Zeugen am Boden hatte die Jak-3, von hinten kommend, die Viking im Sturzflug auf deren Steuerbordseite überholt und war dann in eine steile Linkskurve gegangen, in deren Verlauf die rechte Tragfläche der Jak-3 mit der linken Tragfläche der Viking kollidierte und beide als Resultat dessen durchtrennt wurden. Die sowjetische Seite behauptete, die Viking sei unerlaubt in den 3,2 km umfassenden Sperrbezirk des Staakener Flughafens eingeflogen und habe die im Landeanflug befindliche Jak-3 von hinten kommend gerammt. Diese Darstellung konnte durch Zeugenaussagen und die Wrackuntersuchung der Jak-3 zweifelsfrei widerlegt werden. Trotzdem hielten die sowjetischen Behörden an dieser Darstellung fest und verweigerten sämtliche Entschädigungszahlungen an die Hinterbliebenen der Opfer und die Betreibergesellschaft der Viking.